# Juan Cayasso
Juan Arnoldo Cayasso Reid est un ancien international costaricien, le 24 juin 1961 à Limón (Costa Rica).

## Biographie
Jouant au milieu de terrain, il fut international costaricien à 49 reprises. Il participa à la Coupe du monde de football 1990, en Italie, ce qui constitue la première participation du pays en phase finale. Il fit tous les matchs (4 matchs, contre le Brésil, la Suède, la Tchécoslovaquie et l'Écosse). Il inscrit le premier but en Coupe du monde du Costa Rica, à la 49e minute, contre l'Écosse pour une victoire 1 but à 0. Il fut éliminé en huitièmes de finale.
Il participa à la Gold Cup 1993, terminant 3e du tournoi. Il inscrit trois buts (1 contre le Mexique et 2 contre la Martinique). Son dernier match avec la sélection fut contre la Jamaïque.
En club, il remporta de nombreux titres au Costa Rica, ainsi qu'en Amérique. Son unique expérience en Europe avec Stuttgarter Kickers fut un échec.

## Clubs
En tant que joueur
- 1981-1988 :  LD Alajuelense
- 1988-1991 :  Deportivo Saprissa
- 1991-1993 :  Stuttgarter Kickers
- 1993-1997 :  Deportivo Saprissa

En tant qu'entraîneur
- Asociación Deportiva Limón

## Palmarès
Avec LD Alajuelense
- Championnat du Costa Rica de football

- - Champion en 1983 et en 1984
  - Vice-champion en 1985 et en 1986
- Ligue des champions de la CONCACAF
  - Vainqueur en 1986
- Copa Interamericana
  - Finaliste en 1987

Avec Deportivo Saprissa
- Championnat du Costa Rica de football
  - Champion en 1989, en 1990, en 1994 et en 1995
- Ligue des champions de la CONCACAF
  - Vainqueur en 1995
- Copa Interamericana
  - Finaliste en 1997

Avec le Costa Rica
- Gold Cup
  - Troisième en 1993